# Предео нарочите природне лепоте Део подручја у сливу река Ресаве, Суваје, Чемернице, Јеловог потока и Бељаничке реке
Предео нарочите природне лепоте Део подручја у сливу река Ресаве, Суваје, Чемернице, Јеловог потока и Бељаничке реке је заштићено подручје, под заштитом државе, од 1955. године које се простире у јужном и источном делу Републике Србије. 

## Предео нарочите природне лепоте
Предео нарочите природне лепоте Део подручја у сливу река Ресаве, Суваје, Чемернице, Јеловог потока и Бељаничке реке је део природног добра Бељаница–Кучај, које се простире на деловима територија општина Деспотовац, Параћин, Жагубица, Бор и Бољевац. На том подручју, по основу националног законодавства, заштићено је, односно проглашено 18 природних добара у категорији заштићених подручја, на укупној површини од 14.102 hа. На простору заштићених подручја установљен је режим заштите I степена на 61 ha (0,4%), режим заштите II степена на 12.996 ha (92,2%) и режим заштите III степена на 1.045 ha (7,4%).
Међу заштићеним подручјима на територији општине Деспотовац има и предео Ресава који се налази се у сливу река Ресаве, Суваје, Чемернице, Јаловог потока и Бељаничке реке. Обухвата делове КО Стрмостен и КО Јеловац у општини Деспотовац, и захвата укупну површину од око 10.000 hа. На овом подручју влада режим полурезервата, а у складу са тим, забрањује се предузимање радњи и активности које би утицале на промену његовог изгледа и функције.
Решењем Завода за заштиту и научна проучавања природних реткости НР Србије (број 319 од 25. октобра 1955. године), овај простор стављен је под заштиту. Предвиђено је да се Предео нарочите природне лепоте Ресава просторно и управљачки укључи у будући парк природе Бељаница–Кучај – локалитет „Ресава–Суваја” (општина Деспотовац – КО Стрмостен, КО Сладаја, КО Јеловац, укупне површине 8.039,11 ha), у режиму заштите II степена.